# 282903 Masada
282903 Masada è un asteroide della fascia principale interna. Scoperto nel 2007, presenta un'orbita caratterizzata da un semiasse maggiore pari a 2,303069 UA e da un'eccentricità di 0,057982, inclinata di 6,856731° rispetto all'eclittica.
Fa parte della famiglia di asteroidi Vesta.
L'asteroide è dedicato all'omonima fortezza, nota per l'assedio dell'esercito romano durante la prima guerra giudaica e per la sua tragica conclusione.